# Sommertörl
Das Sommertörl, ein 1644 m ü. A. hoher Gebirgsübergang in der westlichen Steiermark, verbindet das Pölstal mit dem Seckauer Becken.
Die zwischen den Orten Sankt Oswald-Möderbrugg und Gaal geführte Straße ist teils eine nicht ausgebaute Privatstraße, die aber beschildert ist und öffentlich befahren werden darf. Der Passübergang wird im Winter nicht geräumt, weshalb die Straße in dieser Zeit nur eingeschränkt benutzbar ist.
Die auf einer Waldlichtung befindliche Passhöhe bietet nur Ausblicke auf höhere Regionen, aber auf den Rampen kann man das Pölstal und den Gaalgraben gut überblicken, beispielsweise sieht man den Tauernwindpark.
Die Lorettokapelle und der Rosenkogel sind beliebte Wanderziele, die vom Sommertörl gut zu erreichen sind.